# Céleste de Longpré Heckscher
Céleste de Longpré Heckscher z domu Massey (ur. 23 lutego 1860 w Filadelfii, zm. 18 lutego 1928 tamże) – amerykańska kompozytorka.

## Życiorys
Była córką Roberta V. i Julii Pratt Massey, rodzice byli pochodzenia francuskiego i irlandzkiego. Uczyła się prywatnie w młodości. Studiowała grę na fortepianie w konserwatorium filadelfijskim. Uczyła się gry na fortepianie u Zerdahaly’ego, kompozycji u Henry’ego Alberta Langa, a orkiestracji u Wassilla Lepsa. Problemy ze zdrowiem czasowo przeszkodziły jej w pracy twórczej.
Wyszła za mąż w 1883 roku. Miała czworo dzieci, jej syn Robert Valentine Heckscher był poetą.

## Twórczość
Pisała muzykę orkiestrową i kameralną, utwory fortepianowe. Wybrane kompozycje:
- Dances of the Pyrenees, suita (1911)[2]
- The Forest, fantazja na skrzypce i fortepian[2]
- The Flight of Time, opera[2]
- Rose of Destiny, opera[2] w dwóch aktach z librettem kompozytorki (1918)[3]